# Werkbahn Kateřina
| Eisenbahnmuseum Soos |                     |                                                |                                            |
| Lasselsberger, Betriebsbahnhof Vonšov |                     |                                                |                                            |
| Streckenlänge: | etwa 15 km          |                                                |                                            |
| Spurweite: | 600 mm (Schmalspur) |                                                |                                            |
| |                     |                                                |                                            |
| \| \| \| \| \| \| \| \| Weiche ausgebaut \| \| \| \| \| Verladeanlage Vonšov, Tršnice–Luby u Chebu \| \| \| \| \| Lasselsberger, Betrieb Vonšov \| \| \| \| \| \| \| \| \| \| vom Kaolin-Abbaugebiet Suchá \| \| \| \| \| vom Kaolin-Abbaugebiet Nová Ves \| \| \| \| \| \| \| \| \| 1,8 \| Kateřina \| Kateřina \| \| \| \| \| \| \| \| 1,2 \| Rampa \| Rampa \| \| \| 0,0 \| Soos \| Soos \| \| \| \| zum Bahnhof Nový Drahov (Tršnice–Luby u Chebu) \| \| |                     |                                                |                                            |
| |                     |                                                |                                            |
| Abzweig ehemals geradeaus und nach links · Strecke von rechts |                     | Weiche ausgebaut                               | Weiche ausgebaut                           |
| Strecke von links (außer Betrieb) · Abzweig geradeaus und nach rechts (Strecke außer Betrieb) · Strecke |                     | Verladeanlage Vonšov, Tršnice–Luby u Chebu     | Verladeanlage Vonšov, Tršnice–Luby u Chebu |
| Betriebs-/Güterbahnhof Streckenende (Strecke außer Betrieb) · Strecke |                     | Lasselsberger, Betrieb Vonšov                  | Lasselsberger, Betrieb Vonšov              |
| Strecke von links · Strecke quer · Strecke nach rechts |                     |                                                |                                            |
| Strecke · Strecke (außer Betrieb) |                     | vom Kaolin-Abbaugebiet Suchá                   | vom Kaolin-Abbaugebiet Suchá               |
| Strecke · Abzweig geradeaus und von links (Strecke außer Betrieb) |                     | vom Kaolin-Abbaugebiet Nová Ves                | vom Kaolin-Abbaugebiet Nová Ves            |
| Strecke |                     |                                                |                                            |
| Strecke · Bahnhof | 1,8                 | Kateřina                                       | Kateřina                                   |
| Strecke nach links · Abzweig geradeaus und nach rechts |                     |                                                |                                            |
| Bahnhof | 1,2                 | Rampa                                          | Rampa                                      |
| Kopfbahnhof Streckenende | 0,0                 | Soos                                           | Soos                                       |
| |                     | zum Bahnhof Nový Drahov (Tršnice–Luby u Chebu) |                                            |

Die Werkbahn Kateřina ist eine schmalspurige Werksbahn im tschechischen Egerbecken, wo Braunkohle sowie keramische Tone und Sande gewonnen werden. Die Werkbahn besteht seit etwa 1900, die ersten Lokomotiven wurden 1909 eingesetzt. Die Bahn verläuft insbesondere durch Kateřina.

## Bergbau in der Region Skalná
Der nordöstliche Teil des Eger-Beckens im Süden, Osten und Norden der Stadt Skalná besitzt einen außerordentlichen Reichtum an Bodenschätzen. Außer Braunkohle, die von der ersten Hälfte des 19. Jahrhunderts an bis 1929 abgebaut wurde, sind es vor allem qualitativ hochwertige keramische Tone und Sande. Diese werden seit dem 14. Jahrhundert verwendet, um das berühmte Eger-Steinzeug herzustellen.
Nach 1900, als die Bahnstrecke Tršnice–Luby u Chebu eröffnet wurde, schuf diese Bahnstrecke neue Möglichkeiten. Aufgrund der guten Absatzchancen und der Erhöhung der Abbaumenge durch moderne Maschinen verlegte sich der wirtschaftliche Transport auf die Eisenbahn.
Für den Transport großer Mengen von Materialien zu den Abraumhalden sowie des geförderten Materials zur weiteren Verarbeitung und zum Verkauf wurde ein umfangreiches Netz von Schmalspurbahnen als Verbindung zu den einzelnen Steinbrüchen gebaut. Das Netz veränderte sich im Laufe der Jahre nach den aktuellen Bedürfnissen.

## Entwicklung der Feldbahnstrecken
Im Regelfall fand die Spurweite von 600 mm Verwendung. Dazu gab einige weitere kurze Strecken, die normalerweise ohne Lokomotiven genutzt und in der Spurweite von 500 mm gebaut wurden. Es gab zudem vereinzelt die Spurweiten von 700 und 900 mm.
Seit 1909 wurden Dampflokomotiven verwendet. Diese kamen von Maffei, später wurde eine Diesellok von Deutz geliefert. Weitere Dampflokomotiven wurden neu oder gebraucht von Krauss-Maffei und Orenstein & Koppel beschafft. Während des Ersten Weltkrieges wurden mehrere Heeresfeldbahnlokomotiven vom österreichisch-ungarischen Typ RIIIc eingesetzt.
Diesellokomotiven übernahmen den Verkehr während der 1930er-Jahre. Sie wurden vor allem von den Unternehmen Orenstein & Koppel, Deutz und später Demag geliefert und gehörten zu den Bauarten H2, LR2, MD 2, OMZ 117 und OMZ 122. Vor der Weltwirtschaftskrise 1929 waren 26 Gruben in der Region mit dem Abbau von Ton und Sand beschäftigt, sie hatten rund 1.300 Mitarbeiter.
Während des Zweiten Weltkrieges wurden weitere Dampf- und Diesellokomotiven angeliefert. In dieser Zeit wurde der Hauptverkehr mit Dampflokomotiven durchgeführt. Wegen Mangel an Brennstoff mussten einige Deutz-Diesellokomotiven auf Holzgas-Betrieb umgebaut werden.
Die letzte Dampflokomotive baute Skalensko 1953 im neuen Werk in Havlíčkův Brod. Damals war bereits klar, dass die Zukunft in der Dieseltraktion liegt. So wurden die Beschaffungen auf kleine Diesellokomotiven der Typen BN 30 und BN 30R, die vor allem im Bergbau und zum Verschub in den Fabriken verwendet wurden, konzentriert. Züge, die bis zu 18 Wagen zogen, wurden zwischen Kateřina und Hájkem sowie Vonšov von leistungsstarken Deutz-Lokomotiven gefahren.
Nach dem Zweiten Weltkrieg wurden die Gruben enteignet und verstaatlicht. Sie wurden mehrfach umbenannt und erhielten 1989 als staatlicher Betrieb den Namen KEMA (keramické materiály). 1996 wurde der Betrieb privatisiert und KEMAT genannt. 2005 wurde das Werk ein Teil von Lasselsberger. Heute gehört es dem Bereich LB Minerals.
1997 betrug der Lokomotivbestand acht BN 30, sieben BN 30 R, zwei DH 30 S, eine DNH-I-7-35 und eine Deutz OMZ 122.
2017 wurde der Betrieb eingestellt, der Ton zur Verarbeitung wird von einer neuen Grube mit LKW zum Werk gebracht.

## Bilder der Werkbahn

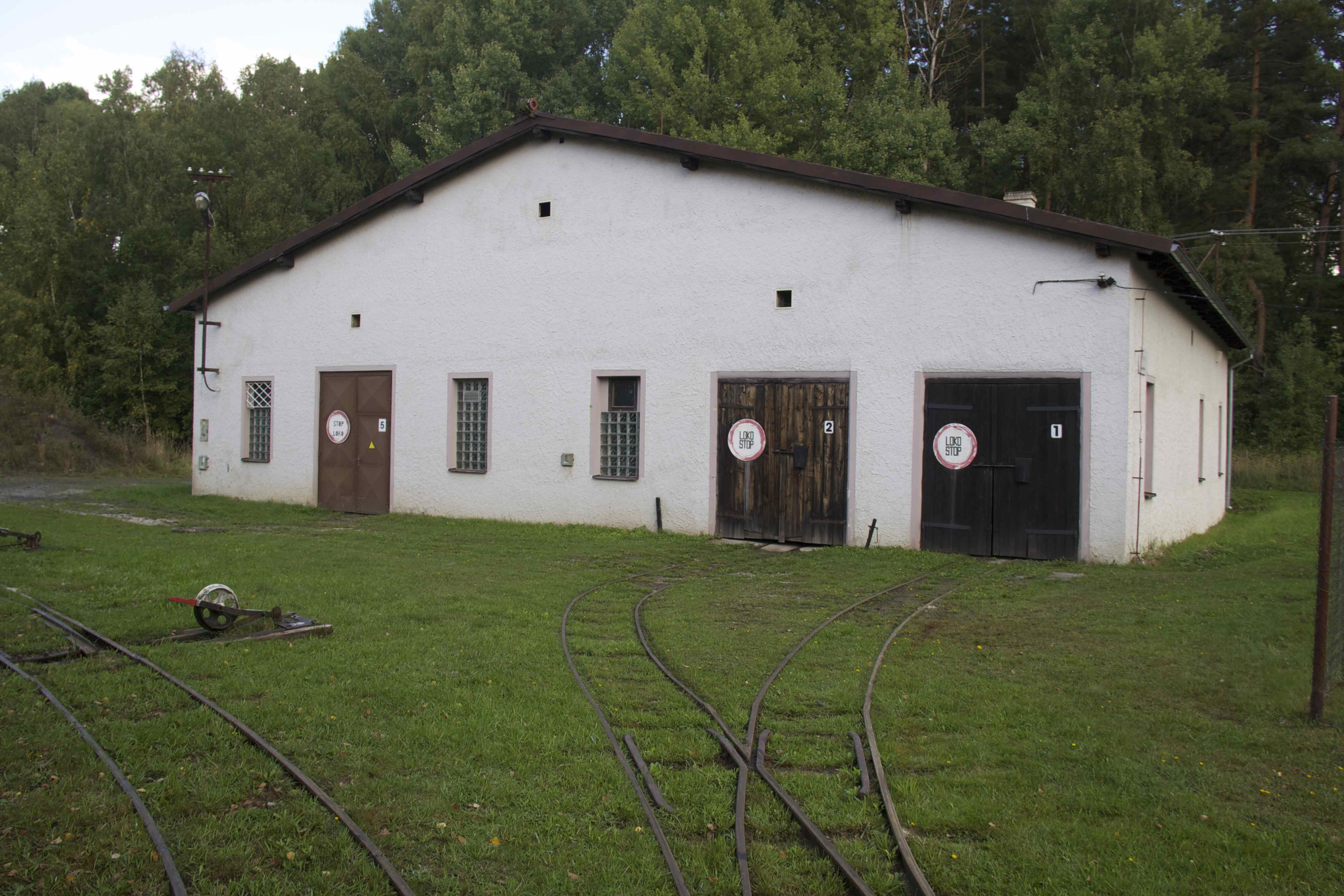
Betriebswerk Kateřina
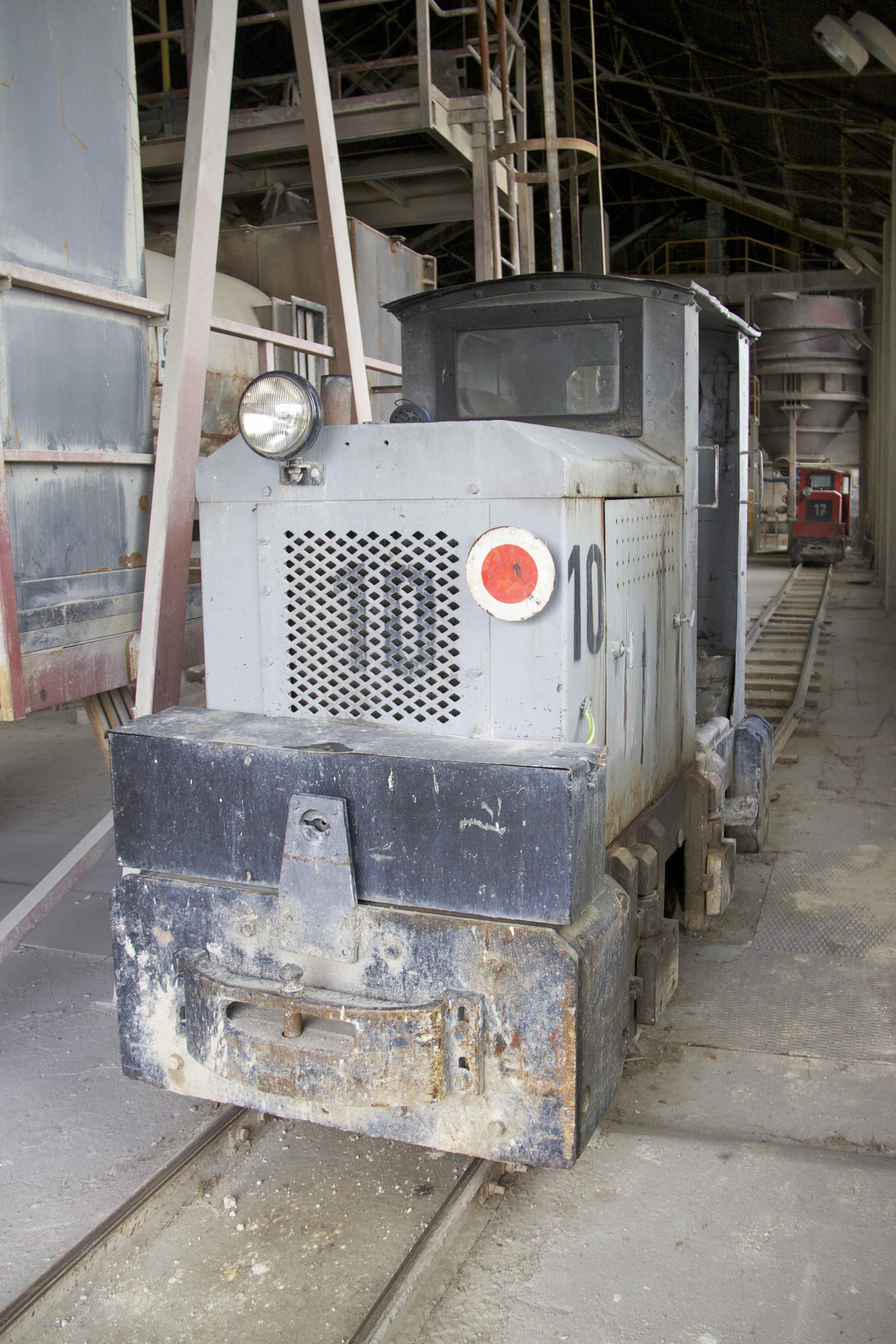
Lok 10 bei Lasselsberger, Betrieb Vonšov
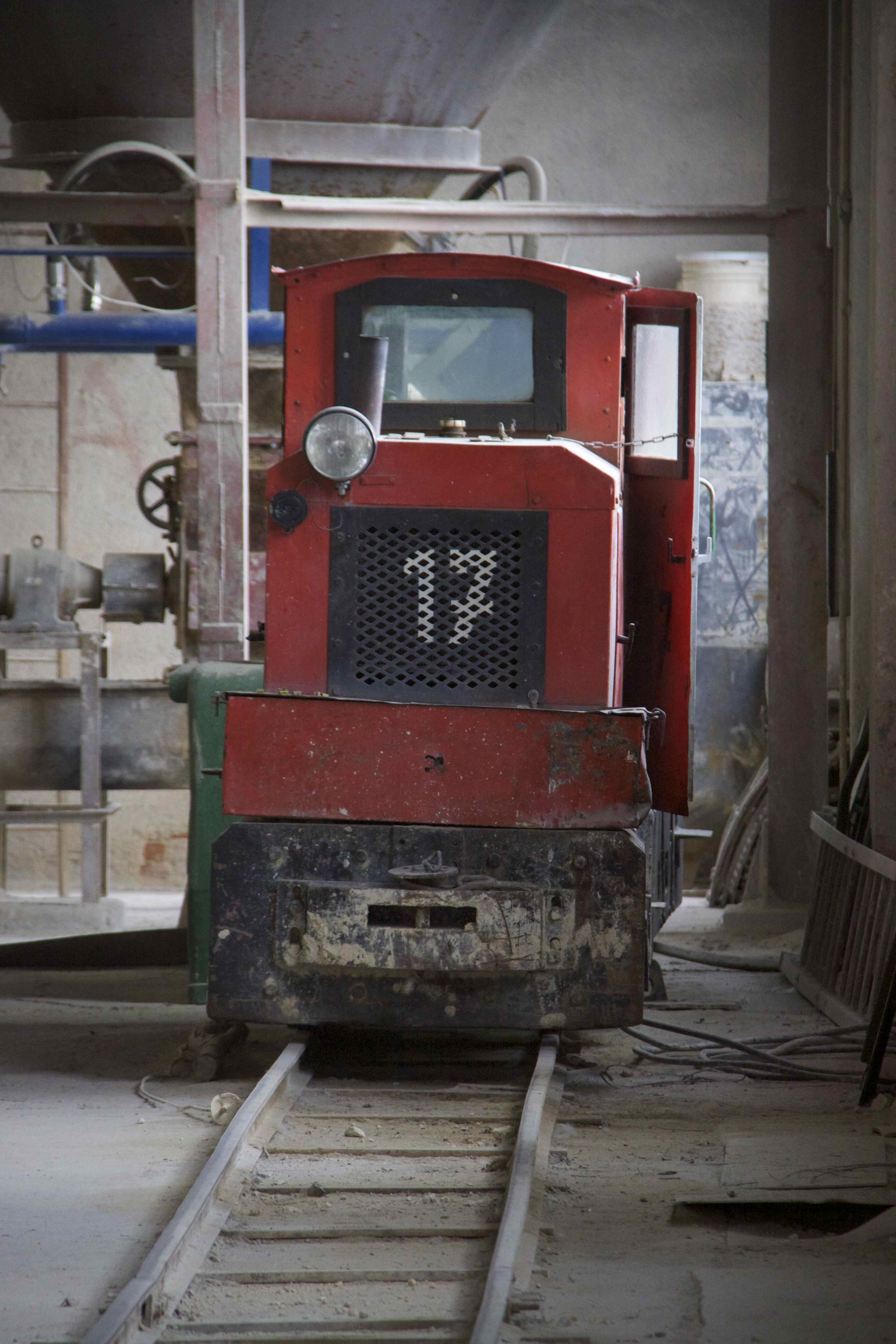
Lok 17 bei Lasselsberger, Betrieb Vonšov
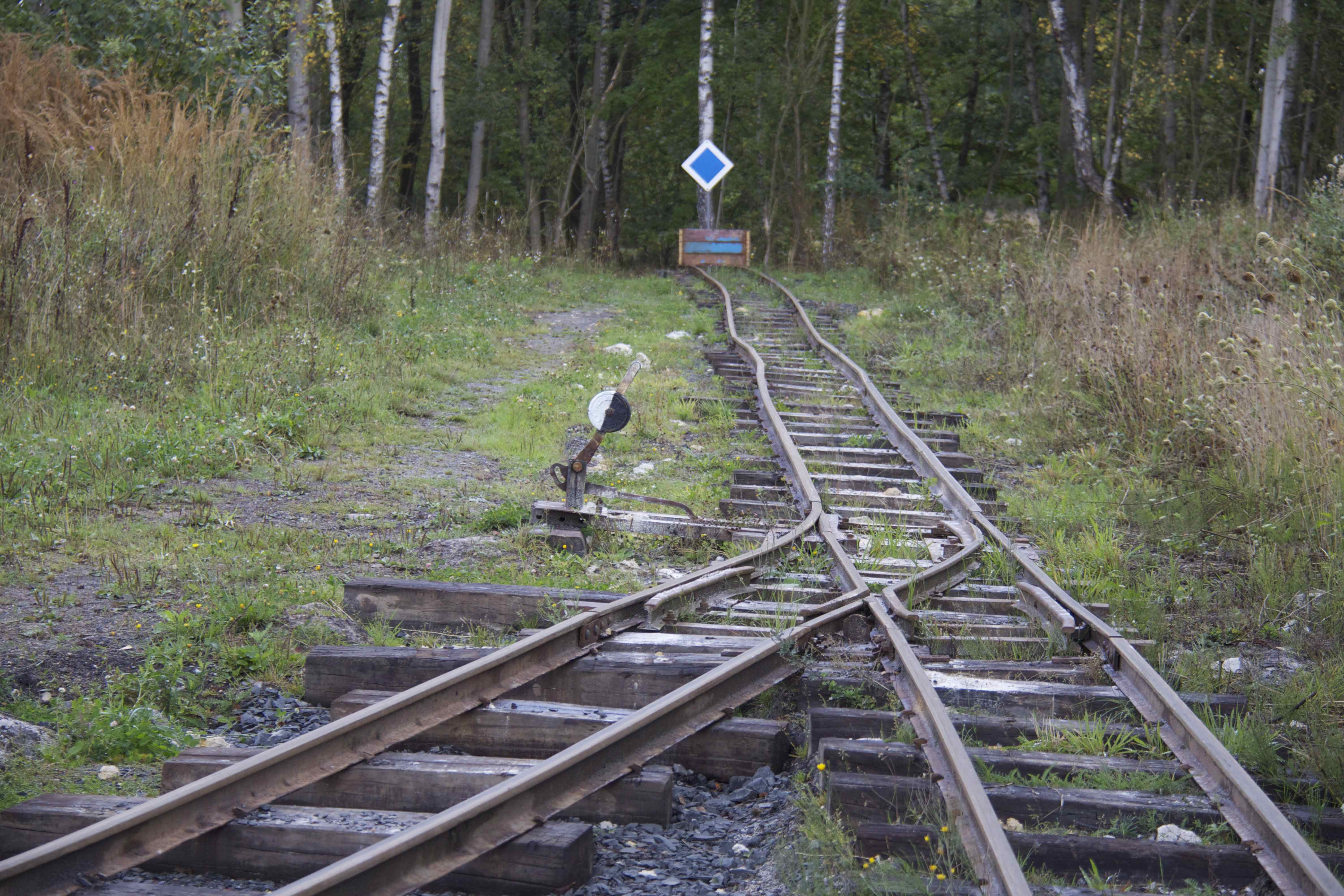
Zufahrt zu Lasselsberger, Betrieb Vonšov
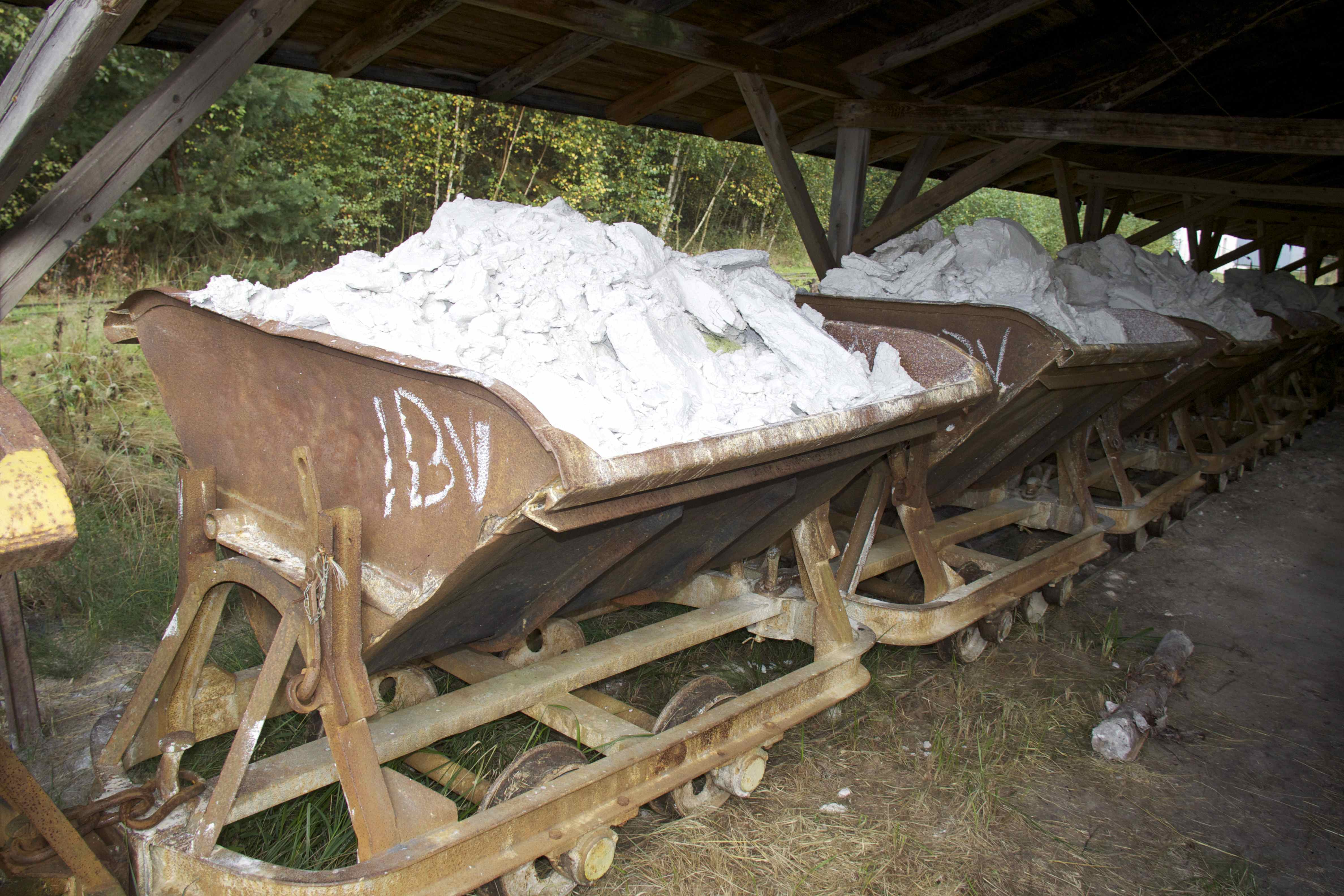
Güterwagen im Betriebswerk Kateřina

## Museumseisenbahn Kateřina–Soos
Die Fachsektion des Iron Monument Clubu Plzeň, kurz CS IMC, existiert seit dem 14. April 2006. Sie wurde in der Übereinstimmung mit dem Status des Denkmalschutzbundes der Tschechischen Republik gegründet und bemüht sich um die Geschichte und Gegenwart des Verkehrswesen, hauptsächlich der Eisenbahn. Ein Hauptziel ist die Dokumentation der verschiedenen Bahn-Betriebssysteme in der ganzen Welt.
Ein weiteres Ziel vom CS IMC war der Aufbau einer schmalspurigen Touristenbahn im Rahmen des Eisenbahnmuseums Soos–Kateřina. Diese Kleinbahn ergänzt den Lehrpfad durch das Naturschutzgebiet Soos.
Am 14. April 2012 fuhr der erste Zug der Museumsbahn zwischen Kateřina und Soos. An diesem Tag wurden mit dem Personenzug 1.200 Personen befördert. Seither findet Fahrbetrieb an bestimmten Wochenenden statt. Dabei fahren zusätzliche Güterzüge, um den Museumsbesuchern den Alltagsbetrieb auf der Strecke zu demonstrieren. Diese begegnen sich in Rampa. An den Fahrtagen findet zudem eine Fahrzeugschau mit verschiedenen Lokomotiven in Soos statt.

## Bilder der Museumsbahn

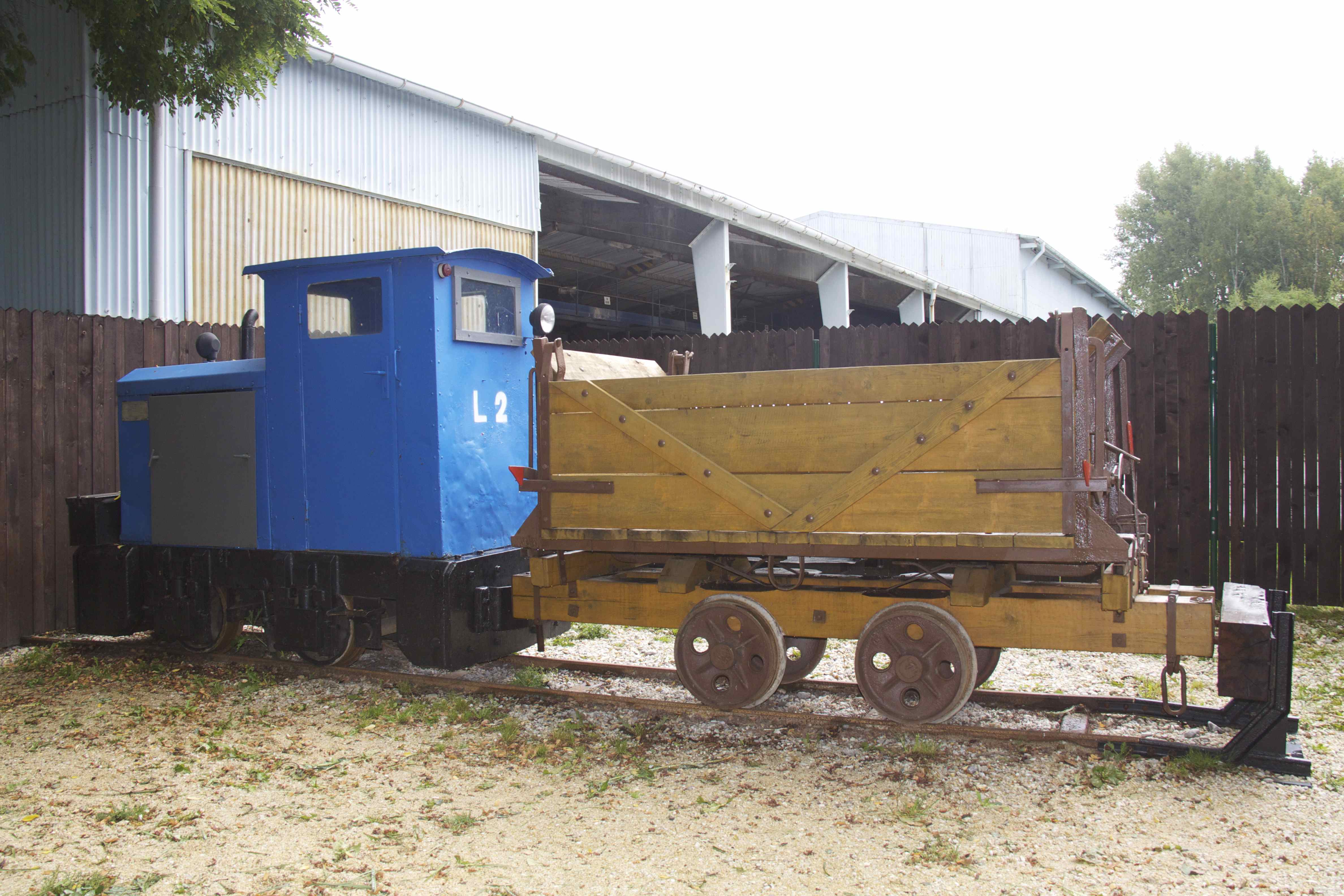
Eisenbahnmuseum Soos
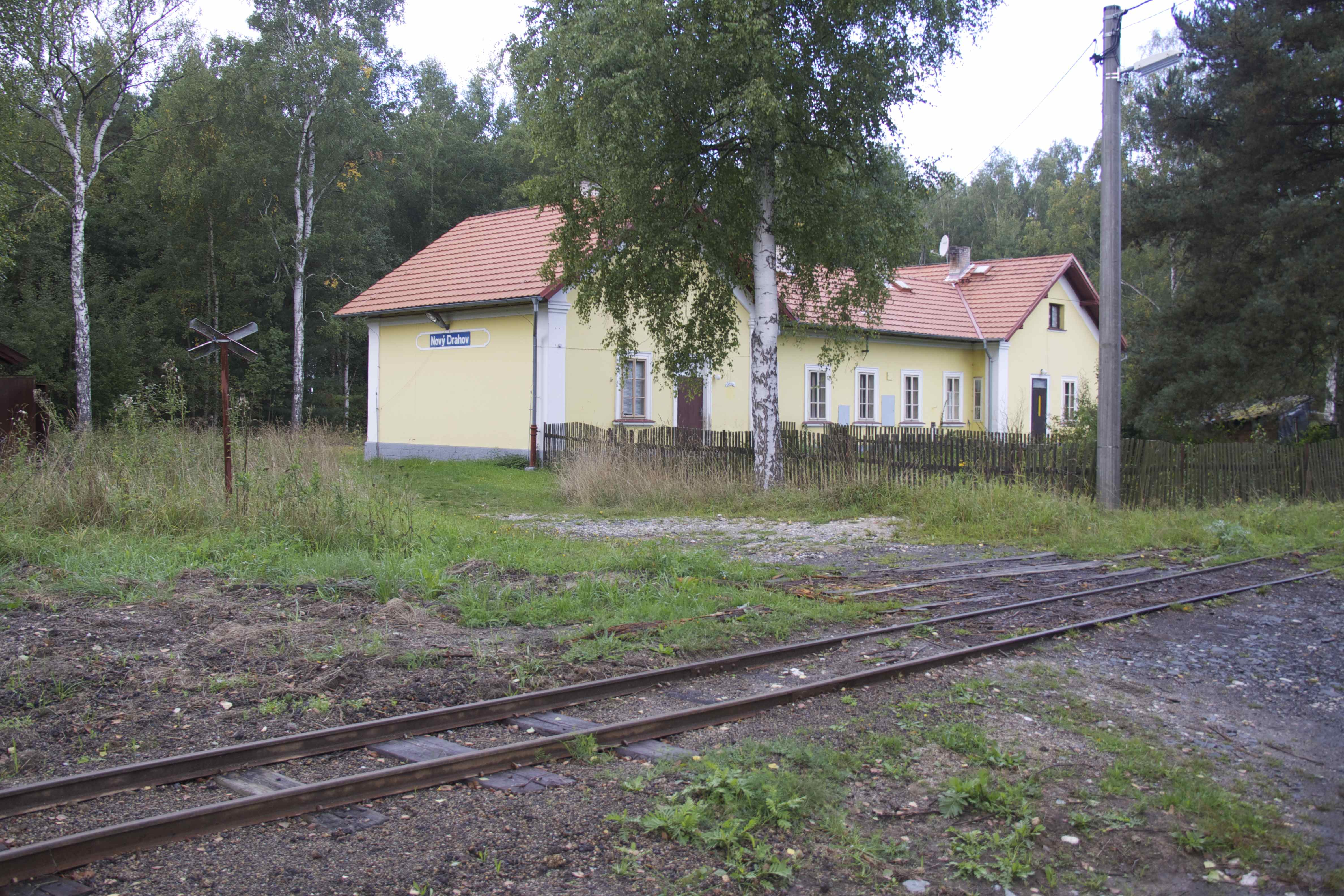
Haltestelle Soos und Bahnhof Nový Drahov
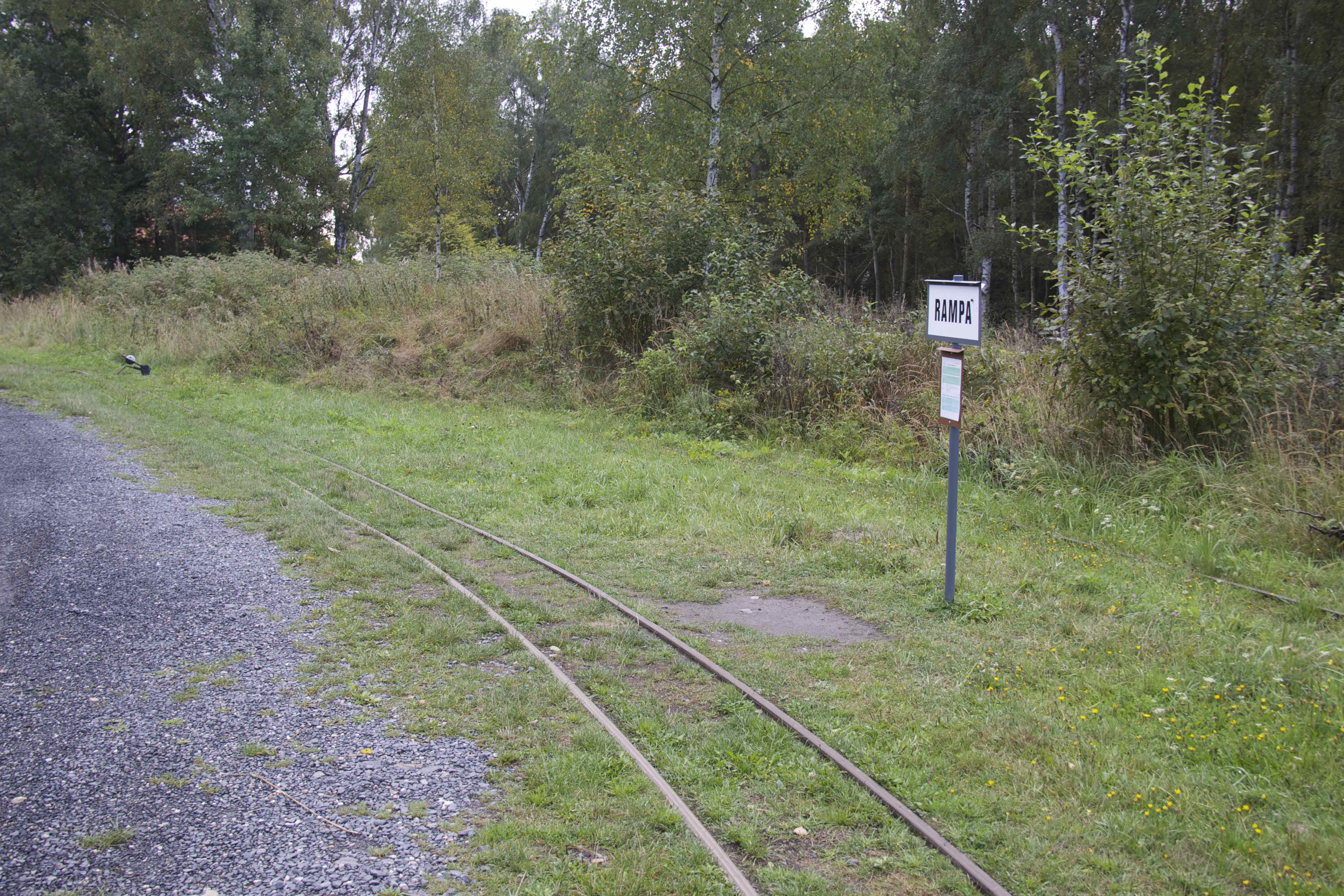
Haltestelle Rampa
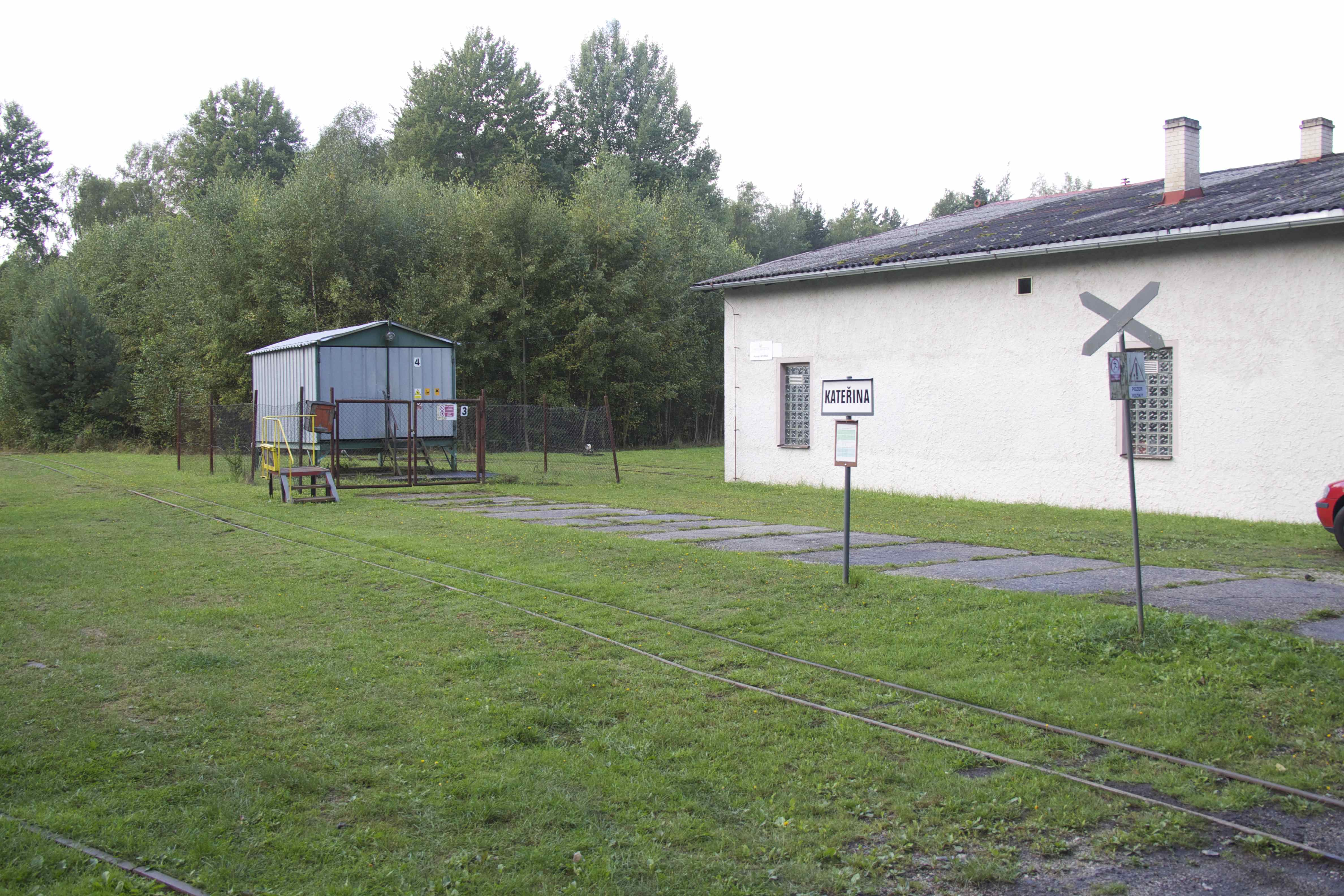
Haltestelle Kateřina
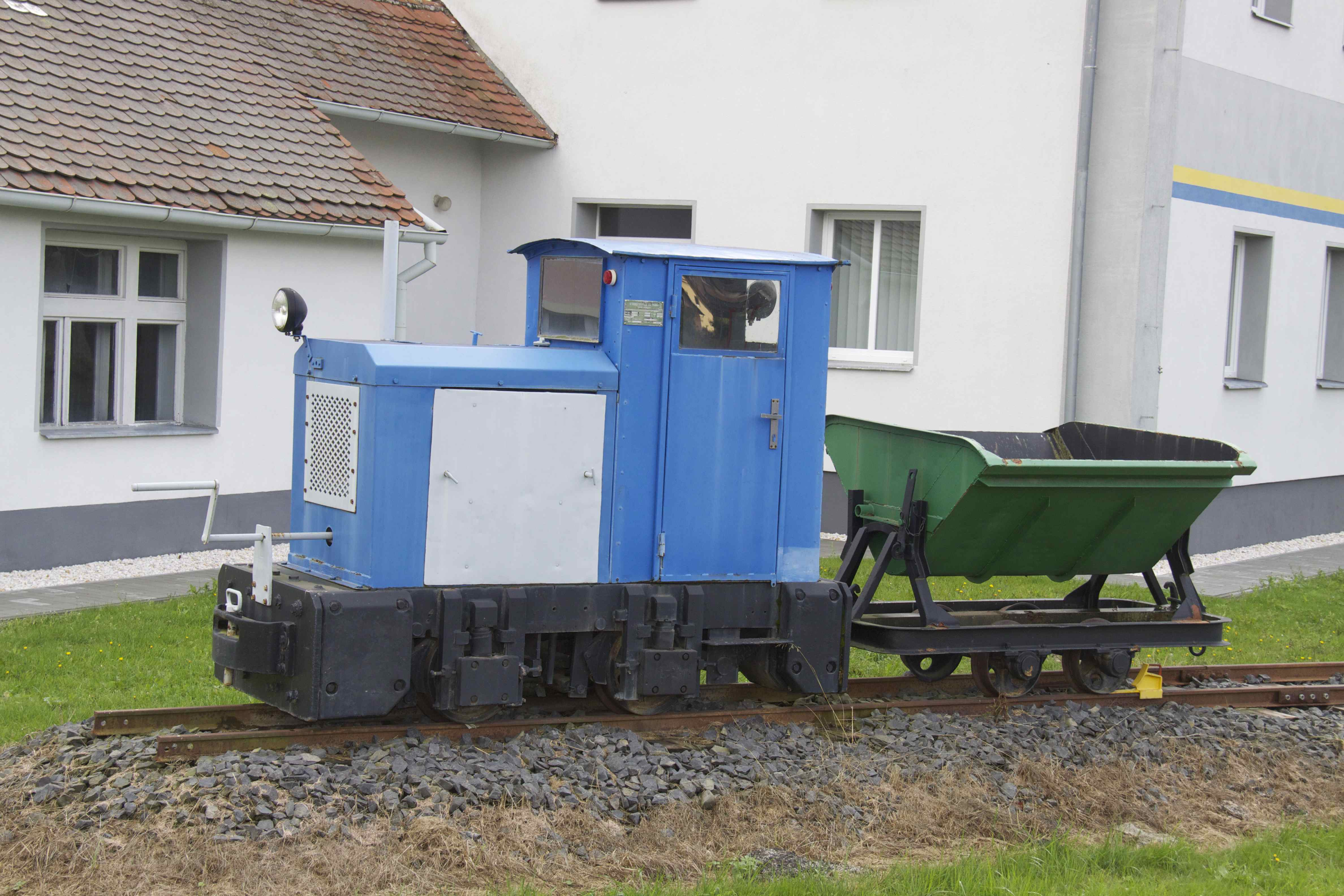
Denkmal in Skalná
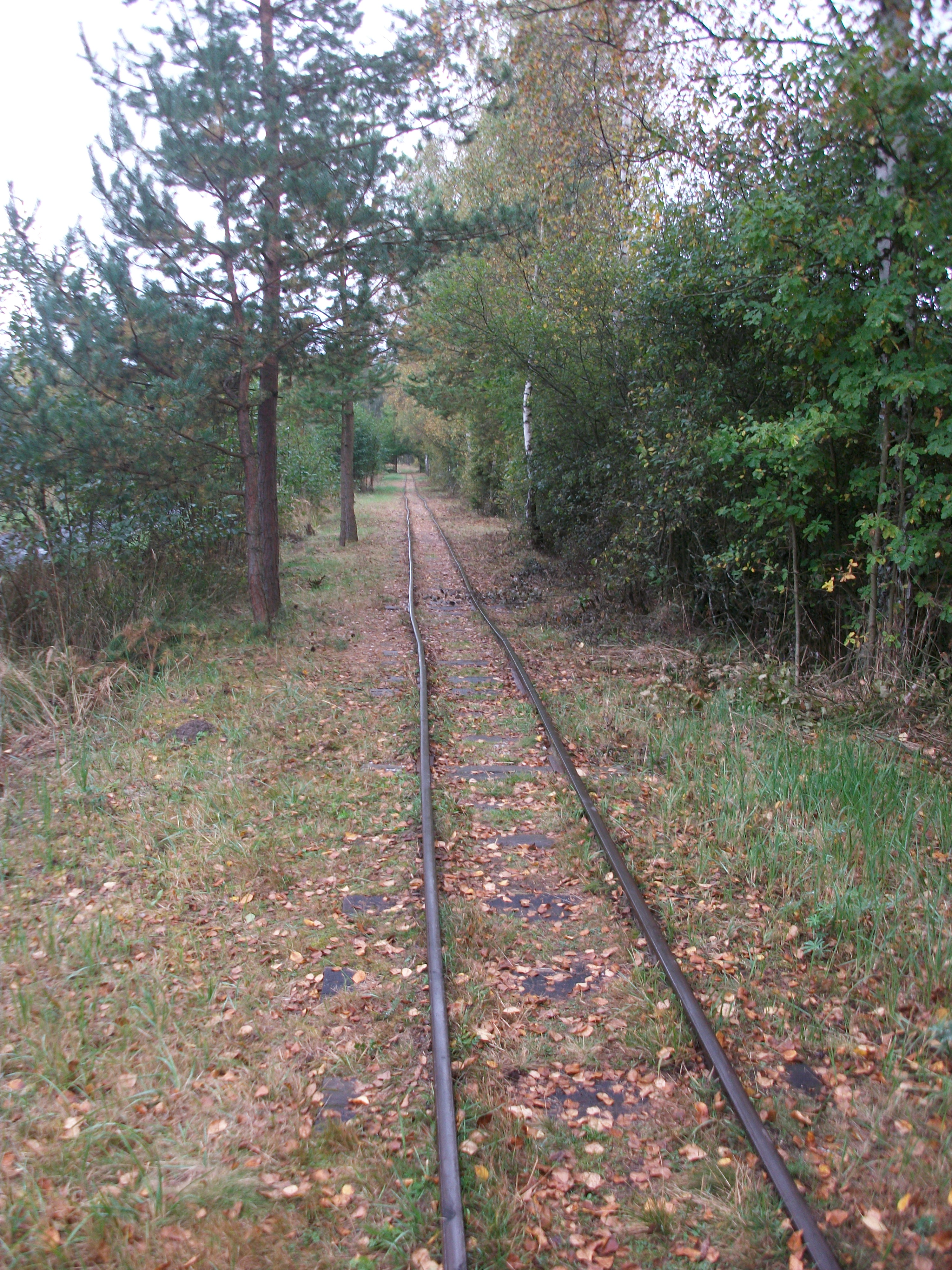
Werkbahn Kateřina am Naturreservat Soos (2016)